# Ігор Віхров
Ігор Віхров (латис. Igors Vihrovs, нар. 6 червня 1978, Рига, Латвія) — латвійський гімнаст, олімпійський чемпіон 2000 року, перший в історії Латвії олімпійський чемпіон.

## Виступи на Олімпіадах
| Олімпіада   | Дисципліна         | Місце |
| ----------- | ------------------ | ----- |
| Сідней 2000 | вільні вправи      | 1     |
| Афіни 2004  | абсолютна першість | 18    |